# Pfarrkirche Mendling zu Lassing

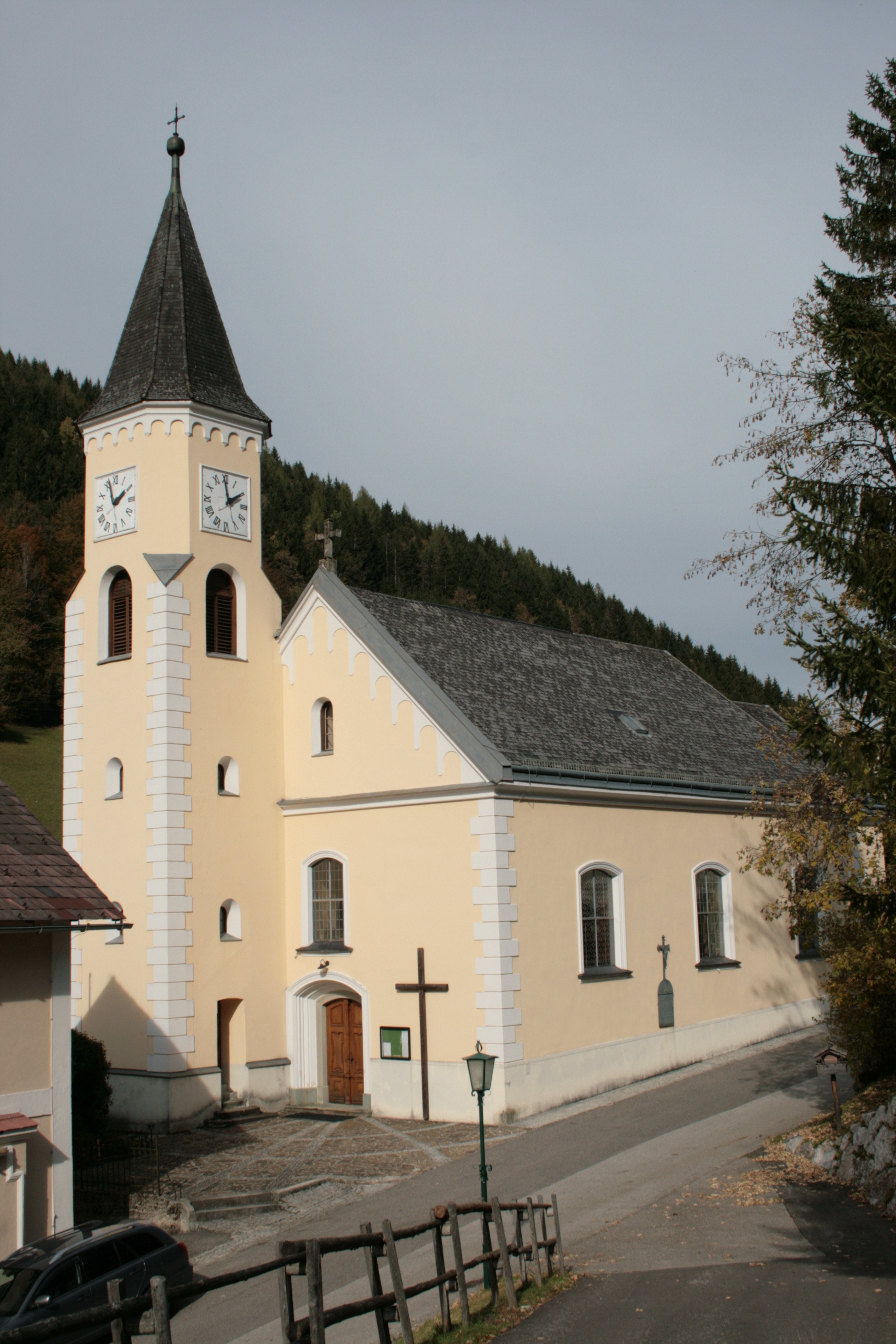
Katholische Pfarrkirche hl. Laurentius in Lassing

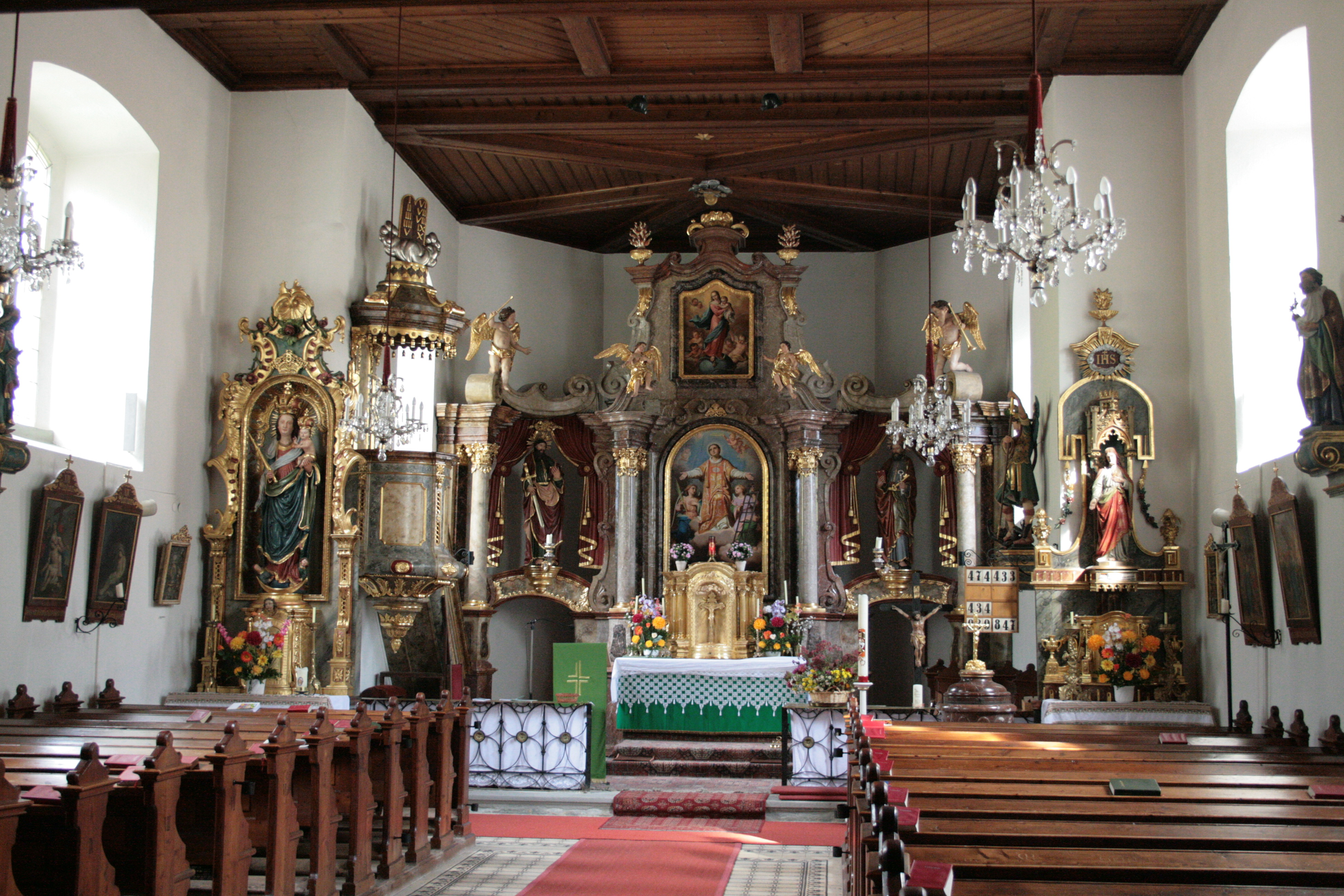
Langhaus, Blick zum Chor

Die Pfarrkirche Mendling zu Lassing steht mittig im Kirchweiler Lassing in der Marktgemeinde Göstling an der Ybbs im Bezirk Scheibbs in Niederösterreich. Die dem Patrozinium hl. Laurentius von Rom unterstellte römisch-katholische Pfarrkirche gehört zum Dekanat Waidhofen an der Ybbs der Diözese St. Pölten. Die Kirche steht unter Denkmalschutz (Listeneintrag).

## Geschichte
1786 wurde die Pfarre Mendling zu Lassing gegründet. Die Kirche wurde von 1786 bis 1788 erbaut. 1896 war ein Brand. 1900 wurde die Kirche restauriert und der Turm anstelle eines Dachreiters erbaut.

## Architektur
Der Josephinische Saalbau mit einem eingezogenen Chor hat den vorgestellten Turm links an der Westfront.

## Ausstattung
Der Hochaltar als marmornes Säulenretabel aus dem zweiten Viertel des 18. Jahrhunderts wurde als ehemaliger Seitenaltar der Kartäuserkirche Gaming 1784 hierher übertragen, er wurde 1788 durch seitliche hölzerne Erweiterungen mit Opfergangsportalen adaptiert, er zeigt das Altarblatt hl. Laurentius von Josef Kreszler 1886, er trägt die Statuen Peter und Paul um 1500, 1788 renoviert.
Die Orgel mit 8 Registern baute Franz Strommer um 1899.